# 中国电视剧飞天奖
中国广播电视大奖·电视剧飞天奖，通称中国电视剧飞天奖，由国家广播电视总局主办，中国电视艺术委员会承办，始于1981年，是中国大陸创办最早、历史最悠久的电视剧评选活动，被视为中国大陆电视剧的官方最高奖项，“飞天奖”每年举办一届，自2005年起改为每两年举办一届，评选范围为在中国中央电视台或各地卫视频道播出的电视剧，以及在全国性重点视频网站首播的电视剧和网络剧。奖杯形态为敦煌壁画中的飞天女神形象。

## 沿革
1981年4月3日至13日，中央广播事业局在北京召开第三次全国电视节目会议，开展“全国优秀电视节目评选”，评选范围为1980年1月1日至1981年3月31日在中央电视台播出的电视节目。翌年改为“全国优秀电视剧评选”。
1983年3月，广播电视部委托《电视文艺》《中国广播电视》《电视周报》三家报刊联合主办第三届“全国优秀电视剧评选”活动，以敦煌壁画中的“飞天”命名为“飞天奖”，每年举办一次，评选范围为年内在中央电视台播出的电视剧。1984年，增设优秀男女主角、男女配角及各类编导、技术单项奖，成为国内单项奖最为齐全的电视剧评选活动，并另举行授奖大会。1989年，第九届电视剧“飞天奖”与第三届全国电视文艺“星光奖”在太原联合举办颁奖仪式，开创两奖联颁的先例。1992年，更名为“中国电视剧飞天奖”。
第18届“飞天奖”起，撤销男女配角演员评选。第19届起，扩大参选剧目，未在中央电视台播出的电视剧也可参加评选。第21届起，电视剧“飞天奖”与电视文艺“星光奖”联合颁奖。2003年，为庆祝首届中国国际广播影视博览会举办，第22届、23届全国电视剧“飞天奖”合并举行颁奖，从这两届开始撤销了大部分技术单项奖的评选。2005年起，正式并入“中国广播影视大奖”，改为每两年举行一届。第27届“飞天奖”为庆祝建国60周年，特别设置“60年60人突出贡献奖”。
2013年，受“晚会节俭令”影响，原定9月举行的第29届“飞天奖”颁奖典礼延至12月，与第15届中国电影华表奖合并举行颁奖仪式。本次典礼一切从简，不设红毯。
2018年，因机构改革，原“中国广播影视大奖”更名为“中国广播电视大奖”。
第32届“飞天奖”起，沿用多年的电视剧一二三等奖改为各种题材的“优秀电视剧”奖，将全国性重点视频网站首播的电视剧纳入评选范围。第34届“飞天奖”起，将纯网络剧纳入评选范围。

## 歷届概況
注：括号内的数字，表示该得奖者在同一奖项的累积次数（两次以上标注）。
| 屆數 | 舉辦日期       | 颁奖地 | 优秀导演                                               | 优秀编剧 | 优秀男演员                                                               | 优秀女演员                                                     |
| ---- | -------------- | ------ | ------------------------------------------------------ | --- | ------------------------------------------------------------------------ | -------------------------------------------------------------- |
| 1    | 1981年4月      | 北京   | 未评选                                                 | 未评选 | 未评选                                                                   | 未评选                                                         |
| 2    | 1982年         | 北京   | 未评选                                                 | 未评选 | 未评选                                                                   | 未评选                                                         |
| 3    | 1983年3月28日  | 北京   | 蔡晓晴《蹉跎岁月》                                     | 未评选 | 空缺                                                                     | 肖雄《蹉跎岁月》                                               |
| 4    | 1984年4月11日  | 北京   | 滕敬德、席与明《高山上的花环》                         | 未评选 | 位北原《燃烧的心》 田成仁《道是无情却有情》                              | 相虹《生命的故事》 范艳华《她从画中走出来》                    |
| 5    | 1985年6月15日  | 北京   | 孙周《今夜有暴风雪》                                   | 孙卓、王宏《走向远方》 | 陈剑飞《走向远方》                                                       | 空缺                                                           |
| 6    | 1986年6月5日   | 北京   | 许雷《寻找回来的世界》                                 | 张鲁、陈俊中《巴桑和她的弟妹们》                                                                                          | 李法曾《诸葛亮》                                                         | 空缺                                                           |
| 7    | 1987年12月19日 | 北京   | 陈家林《努尔哈赤》                                     | 高援、刘恩铭《努尔哈赤》                                                                                                  | 侯永生《努尔哈赤》                                                       | 方青卓《雪野》                                                 |
| 8    | 1988年7月4日   | 北京   | 虞志敏《秋白之死》                                     | 果子、昌炘《秋白之死》 | 李保田《葛掌柜》                                                         | 马兰《严凤英》                                                 |
| 9    | 1989年5月13日  | 太原   | 冯小宁《病毒·金牌·星期天》                             | 诸葛怡《师魂》《好爸爸、坏爸爸》 王树元《末代皇帝》                                                                       | 陈道明《末代皇帝》                                                       | 空缺                                                           |
| 10   | 1990年5月6日   | 北京   | 张绍林《有这样一个民警》《百年忧患》                   | 李国昌、蔡霈霖《铁人》 | 严翔《上海的早晨》                                                       | 吴冕《汉正街》                                                 |
| 11   | 1991年5月28日  | 广州   | 黄蜀芹《围城》 潘霞《宋庆龄和她的姊妹们》              | 韩志君、韩志晨《辘轳·女人和井》                                                                                           | 陈道明（2）《围城》                                                      | 李羚《宋庆龄和她的姊妹们》                                     |
| 12   | 1992年9月15日  | 深圳   | 潘小扬《南行记》 李文岐《赵尚志》                      | 程蔚东《中国神火》 | 高强《赵尚志》                                                           | 吕丽萍《编辑部的故事》                                         |
| 13   | 1993年9月26日  | 成都   | 武珍年《看不懂啦，女人们》 阎建刚《擎天柱》            | 延艺云《半边楼》 | 刘威《唐明皇》                                                           | 宋春丽《风雨丽人》                                             |
| 14   | 1994年11月10日 | 南京   | 王进、袁世纪《情满珠江》                               | 周振天、崔京生《潮起潮落》                                                                                                | 王志文《过把瘾》                                                         | 左翎《情满珠江》                                               |
| 15   | 1995年11月15日 | 太原   | 张绍林（2）《沟里人》                                  | 冉平《东方商人》 | 鲍国安《三国演义》                                                       | 空缺                                                           |
| 16   | 1996年2月18日  | 无锡   | 巴特尔《西部警察》                                     | 贺梦凡《英雄无悔》 | 陶泽如《天网》                                                           | 吕中《邓颖超和她的妈妈》                                       |
| 17   | 1997年4月1日   | 广州   | 李舒、张前《和平年代》                                 | 张宏森《车间主任》 | 张丰毅《和平年代》                                                       | 陈瑾《校园先锋》                                               |
| 18   | 1998年11月15日 | 郑州   | 潘小扬《人间正道》                                     | 马继红、高军《红十字方队》                                                                                                | 魏启明《马寅初》 姜华《人间正道》                                        | 萨日娜《情感的守望》 王玉梅《儿女情长》                        |
| 19   | 1999年12月5日  | 长沙   | 杨阳《牵手》                                           | 刘和平、罗强烈《雍正王朝》                                                                                                | 吴若甫《牵手》 焦晃《雍正王朝》                                          | 蒋雯丽《牵手》 丁嘉丽《无言的爱》                              |
| 20   | 2001年4月20日  | 北京   | 韩刚《钢铁是怎样炼成的》                               | 王朝柱《开国领袖毛泽东》                                                                                                  | 唐国强《开国领袖毛泽东》 杜雨露《突出重围》                              | 张小磊《儿科医生》 宋佳《嫂娘》                                |
| 21   | 2002年5月21日  | 北京   | 陈胜利《女子特警队》                                   | 刘恒《贫嘴张大民的幸福生活》                                                                                              | 梁冠华《贫嘴张大民的幸福生活》 杨树林《公家人》                          | 陈瑾（2）《嫂子》《非常代价》《相依年年》 奚美娟《红色康乃馨》 |
| 22   | 2003年8月26日  | 北京   | 唐国强、金韬《长征》                                   | 王朝柱（2）《长征》 | 唐国强（2）《长征》 孙海英《激情燃烧的岁月》                             | 陶虹《空镜子》 江珊《永不放弃》                                |
| 23   | 2003年8月26日  | 北京   | 孙沙《希望的田野》                                     | 钱滨、易丹《誓言无声》 | 李保田（2）《神医喜来乐》 程煜《希望的田野》                             | 徐帆《青衣》 王海燕《誓言无声》                                |
| 24   | 2004年8月27日  | 北京   | 杨亚洲《浪漫的事》                                     | 王朝柱（3）《延安颂》 | 陈建斌《结婚十年》 侯勇《大染坊》                                        | 剧雪《亲情树》 王茜华《当家的女人》                            |
| 25   | 2005年8月27日  | 北京   | 杨阳（2）《记忆的证明》 胡玫《汉武大帝》               | 徐广顺、杨梓鹤、范昕、刘淑杰、黄仁柯《记忆的证明》 蒋晓勤、姚远、邓海南《历史的天空》 邹静之《五月槐花香》 莫白《当家人》 | 陈宝国《汉武大帝》 张丰毅（2）《历史的天空》                             | 鲁园《守望幸福》                                               |
| 26   | 2007年8月25日  | 北京   | 沈好放《任长霞》 胡玫（2）《乔家大院》                 | 盛和煜、黄晖《恰同学少年》 都梁、江奇涛《亮剑》                                                                           | 李幼斌《亮剑》 王伍福《八路军》                                          | 刘佳《任长霞》 蒋勤勤《乔家大院》                              |
| 27   | 2009年9月8日   | 北京   | 康洪雷《士兵突击》 郑晓龙《金婚》                      | 兰晓龙《士兵突击》 高满堂、孙建业《闯关东》 姜伟《潜伏》                                                                  | 张国立《金婚》 孙红雷《潜伏》                                            | 闫妮《北风那个吹》 萨日娜（2）《闯关东》                       |
| 28   | 2011年8月25日  | 北京   | 管虎《沂蒙》 董亚春《中国远征军》                      | 王丽萍《媳妇的美好时代》 徐萌《医者仁心》 赵冬苓《沂蒙》                                                                  | 陈宝国（2）《茶馆》《钢铁年代》 黄志忠《人间正道是沧桑》《中国远征军》   | 海清《媳妇的美好时代》 蒋雯丽（2）《幸福来敲门》               |
| 29   | 2013年12月26日 | 北京   | 赵宝刚《北京青年》 张绍林（3）《永远的忠诚》《杨善洲》 | 石零《永远的忠诚》 王朝柱（4）《辛亥革命》 高满堂（2）《温州一家人》                                                      | 张嘉益《营盘镇警事》《悬崖》《心术》《浮沉》 孙维民《五星红旗迎风飘扬2》 | 殷桃《温州一家人》《延安爱情》 马苏《北京青年》《厂花》        |
| 30   | 2015年12月28日 | 杭州   | 孔笙（2）《北平无战事》《琅琊榜》《父母爱情》          | 刘和平（2）《北平无战事》                                                                                                 | 陈宝国（3）《北平无战事》《原乡》《大河儿女》《湄公河大案》《老农民》    | 梅婷《父母爱情》                                               |
| 31   | 2018年4月3日   | 宁波   | 陈力《海棠依旧》                                       | 申捷《鸡毛飞上天》《白鹿原》                                                                                              | 张桐《绝命后卫师》                                                       | 孙俪《那年花开月正圆》                                         |
| 32   | 2020年9月28日  | 衡水   | 刘江《老酒馆》                                         | 马继红（2）《外交风云》                                                                                                   | 何冰《情满四合院》                                                       | 秦海璐《老酒馆》                                               |
| 33   | 2022年11月1日  | 北京   | 张永新《觉醒年代》                                     | 王三毛、未夕、小倔、磊子、邱玉洁、列那《山海情》                                                                          | 王雷《功勋之能文能武李延年》                                             | 热依扎《山海情》                                               |
| 34   | 2024年9月21日  | 厦门   | 李路《人世间》                                         | 王小枪《县委大院》 | 雷佳音《人世间》                                                         | 赵丽颖《风吹半夏》                                             |

## 奖项设置

### 現存獎項
- 优秀电视剧
- 优秀导演
- 优秀编剧
- 优秀男演员
- 优秀女演员

### 曾設獎項
- 最佳男配角（第4-18屆）
- 最佳女配角（第4-18屆）
- 优秀电视短剧、小品奖
- 优秀音乐奖
- 优秀音像奖
- 优秀剪辑奖
- 优秀美术奖
- 优秀摄像奖
- 优秀译制电视剧